# Torre Roche 2
La Torre Roche 2 (en alemán: Roche Turm Bau 2) es un rascacielos en la ciudad suiza de Basilea.Con una altura de 205 metros, es el edificio más alto de Suiza, tras superar la altura de la Torre Roche 1. Fue inaugurada el 2 de septiembre de 2022.
El edificio fue construido para la empresa farmacéutica Hoffmann-La Roche, y diseñado por Herzog & de Meuron. Tiene capacidad para 1.700 empleados.El rascacielos es resistente a terremotos con una magnitud de 6,9 en la escala de magnitud de momento.

## Galería

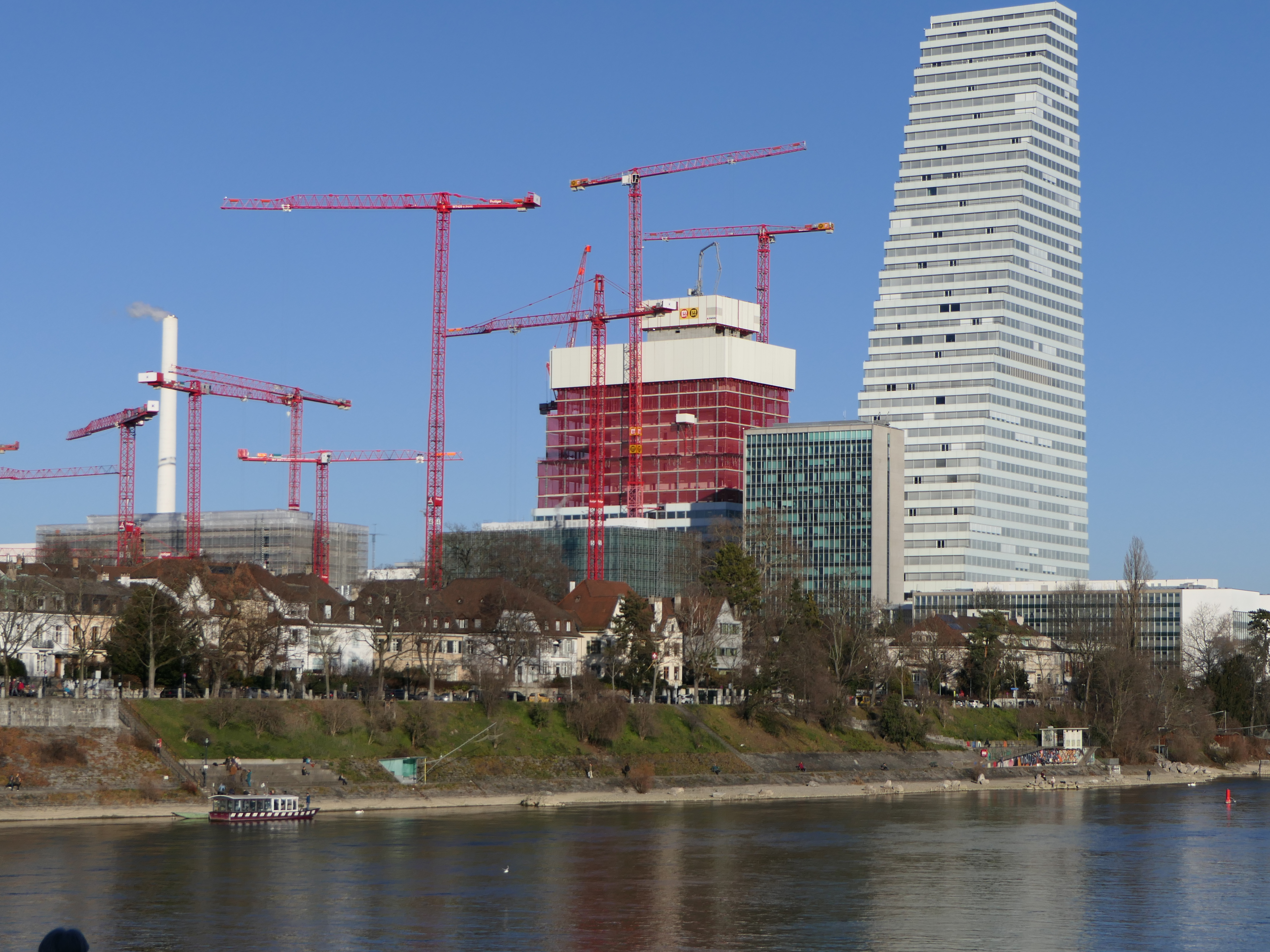
Obras en enero de 2020.
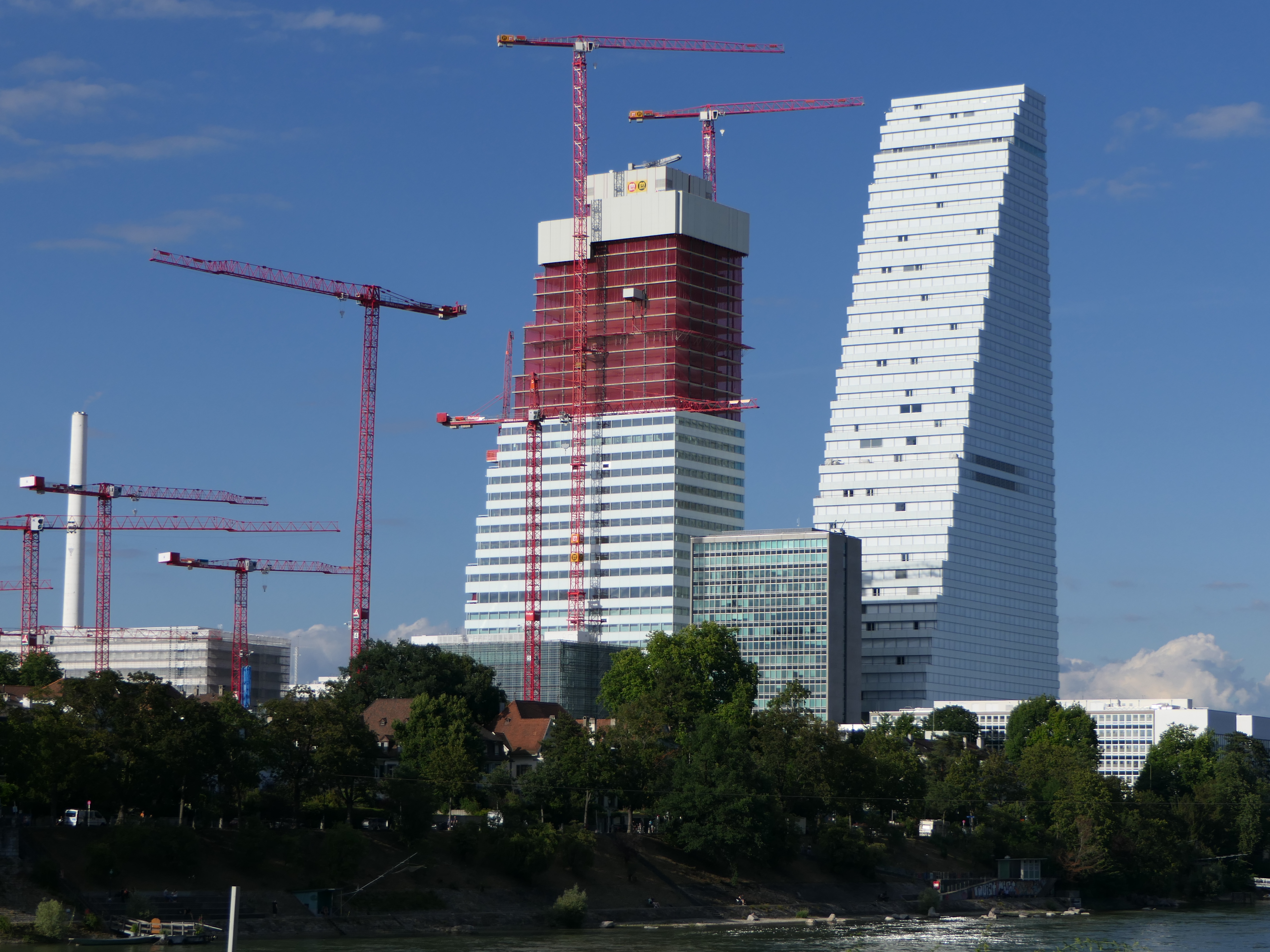
Obras en junio de 2020.
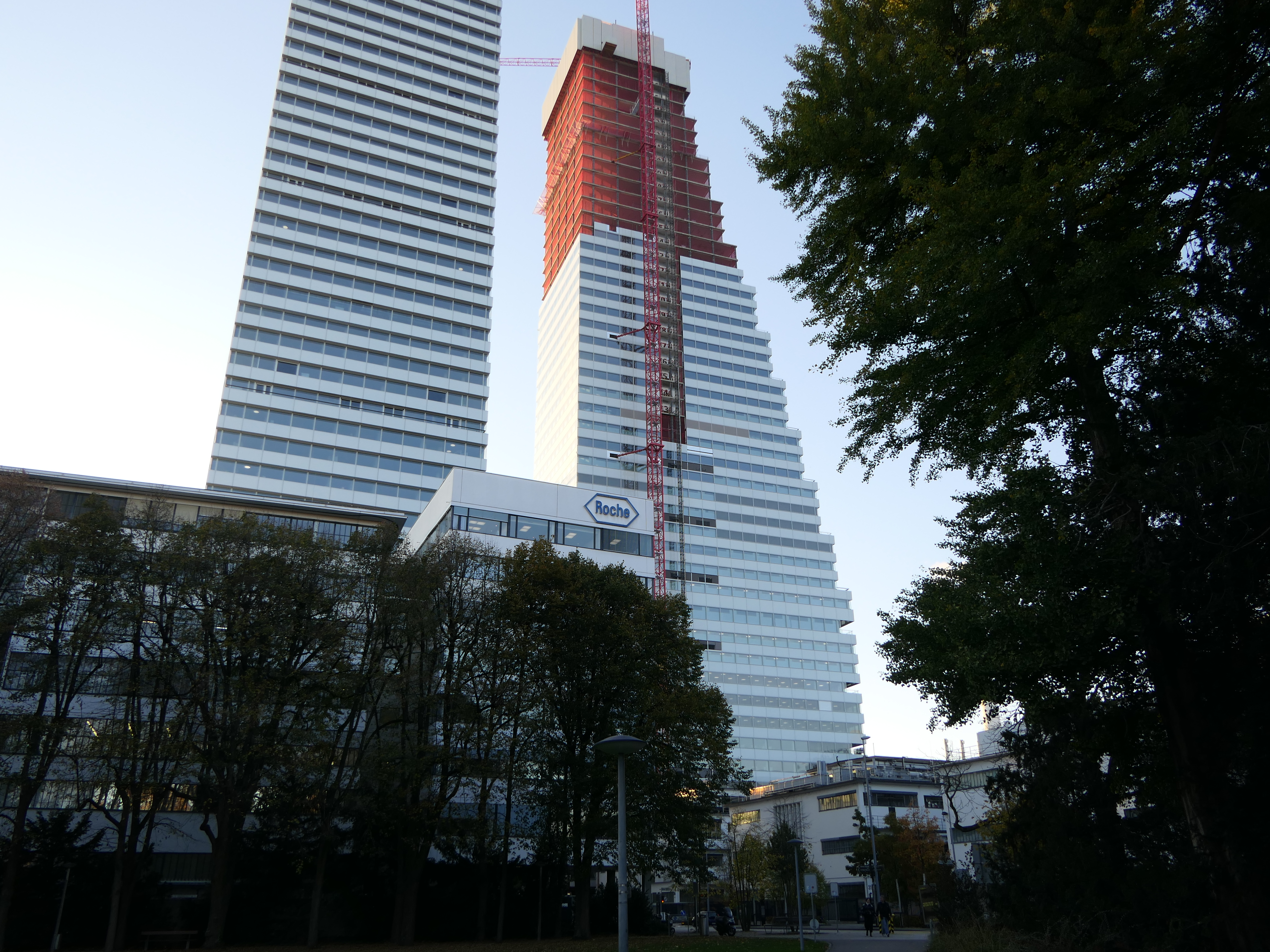
Obras en octubre de 2020.
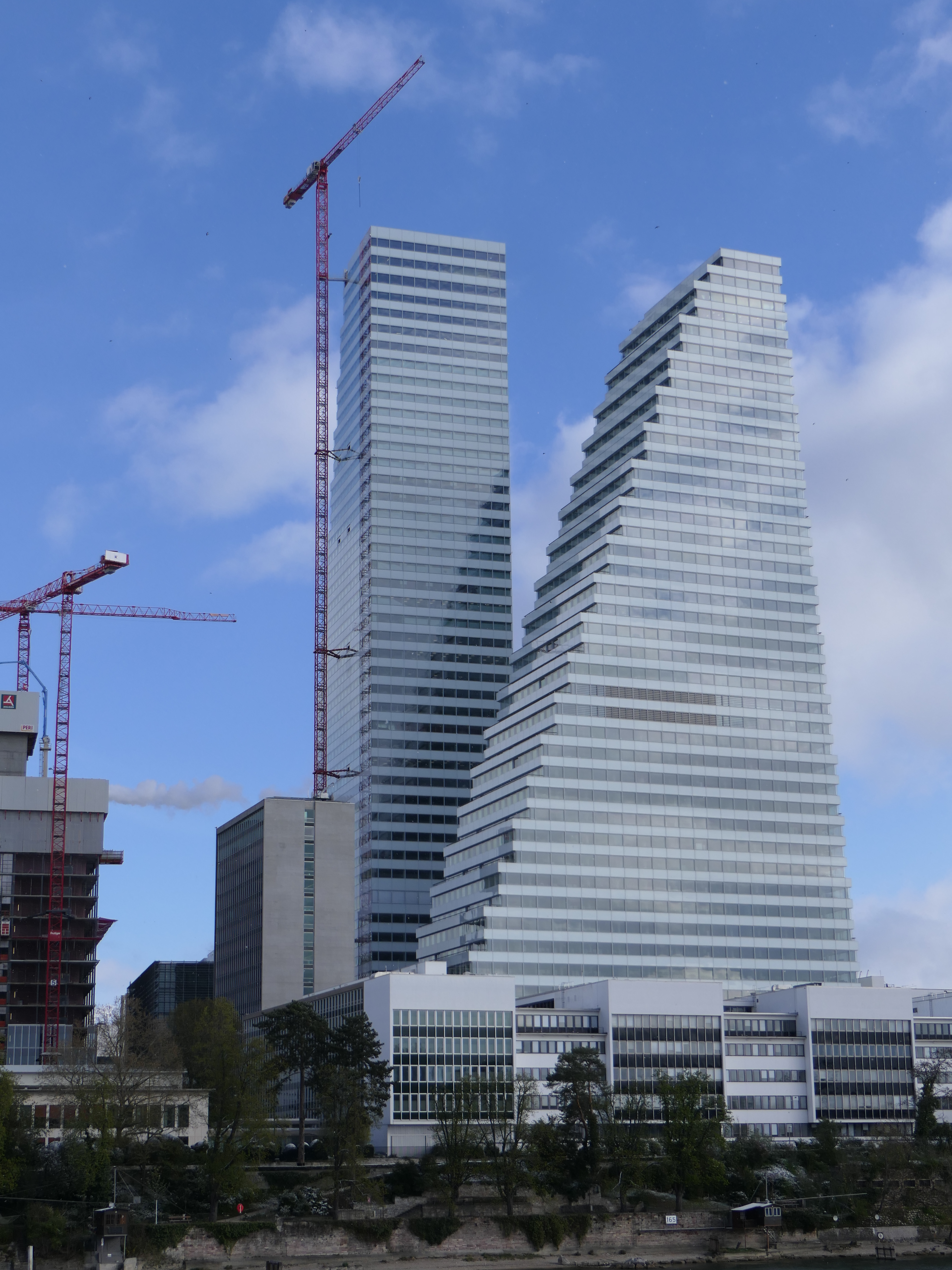
Obras en abril de 2021.